# Biet Maya (film)
Biet Maya (tysk originaltitel: Die Biene Maja) är en tysk-australisk animerad film av Alexs Stadermann vaserad på serien med samma namn. Den släpptes på bio i Tyskland den 11 september 2014. 
Filmen visades i 49 länder.

## Handling
Bikolonin i vallmoängen växer: biet Maya är ett nykläckt bi och börjar upptäcka hennes värld full med energi. Tyvärr för Kassandra följer hon inte alltid bikupans regler. Hon blir vän med Willy, som har en förkärlek för att lata sig, och lär känna gräshoppan Flip. 
När den "kungliga gelén" blir stulen, ett elixir som håller bidrottningen vid liv, anklagas Maya för att ha gjort gemensam sak med getingarna. Den kungliga rådgivaren Surrisurra anser att krig mot getingarna är oundvikligt, så Maya måste göra allt för att hitta en fredlig lösning.     

## Rollista
| Roll                           | Tysk röst                 | Engelsk röst      | Svensk röst           |
| ------------------------------ | ------------------------- | ----------------- | --------------------- |
| Maya                           | Nina Schatton             | Coco Jack Gillies | Amy Diamond           |
| Willy                          | Jan Delay                 | Kodi Smit-McPhee  | Freddy Åsblom         |
| Fröken Kassandra               | Cosma Shiva Hagen         | Justine Clarke    | Anna Sahlin Wahlsteen |
| Kungliga rådgivaren Surrisurra | Nina Hagen                | Jacki Weaver      | Linda Ulvaeus         |
| Bidrottningen                  | Eva-Maria Hagen           | Miriam Margolyes  | Barbro Svensson       |
| Flip                           | Cusch Jung                | Richard Roxburgh  | Fredde Granberg       |
| Hugo                           | Santiago Ziesmer          |                   |                       |
| Kurt                           | Lutz Schnell              |                   |                       |
| sköterska                      | Daniela Hoffmann          | Heather Mitchell  |                       |
| Motte                          | Tobias Kluckert           |                   |                       |
| Eddy                           | Constantin von Jascheroff |                   |                       |
| Fetzer                         | Lukas Till Berglund       |                   |                       |
| Bruno                          | Roland Hemmo              |                   |                       |
| Arnie                          | Stefan Krause             |                   |                       |
| myröversten Pål                | Axel Lutter               |                   | Göran Gillinger       |
| Gorm                           |                           |                   | Jan Åström            |
| Surrlin                        |                           |                   | Andreas Andersson     |
| Sting                          |                           |                   | Bruno Klingspor       |

## Utmärkelser
Filmen mottog Bayerischer Filmpreis 2015 för bästa animerade film.